# 細網波沙介
細網波沙介（学名：Bosasella microreticulata）为半花介科波沙介屬下的一个种。